# Mihály Bozsi
Mihály Bozsi (né le 2 mars 1911 à Budapest, mort le 5 mai 1984 dans la même ville) est un joueur de water-polo hongrois, champion olympique en 1936 à Berlin.
- CIO
- Comité olympique hongrois
- Olympedia